# Prix Hervé-Céran-Maillard
Le prix Hervé-Céran-Maillard est une course hippique de trot monté qui se déroule début décembre sur l'hippodrome de Vincennes à Paris (fin août ou début septembre avant 2022).
C'est une course de Groupe II réservée aux chevaux de 5 ans, hongres exclus, ayant gagné au moins 45 000 €.
Elle se court sur la distance de 2 175 mètres (grande piste), pour une allocation qui s'élève à 120 000 €, dont 54 000 € pour le vainqueur.
La course honore depuis 1957 — elle se nommait auparavant prix Azur — la mémoire de Céran Hervé Lucien Michel Maillard, dit Hervé Céran-Maillard (16 octobre 1879 à Sainte-Marie-du-Mont - 13 mars 1955 à Vaulx-en-Velin), éleveur, fils de Céran Michel Antoine Maillard dit Michel Céran-Maillard. Issu d'une des plus anciennes familles du trot, Hervé Céran-Maillard achète en 1904 le trotteur Virois qui sera un excellent compétiteur et un étalon vital pour le trotteur français. Il s'installe au haras de Tarnaize, à Saint-Ursin dans le Sud-Manche, puis acquiert en 1922 le haras de Fleuriel à Fleuré, près d'Argentan, en 1922. Sept ans avant sa mort, il s'installe à Quetteville au sud de Honfleur. Il meurt lors d'une pause sur l'hippodrome du Carré de Soie, dans la banlieue lyonnaise.

## Palmarès depuis 1978
| Année | Vainqueur                     | Père                          | Jockey                        | Entraîneur                    | Réd.km                        |
| ----- | ----------------------------- | ----------------------------- | ----------------------------- | ----------------------------- | ----------------------------- |
| 2024  | Jéroboam d'Érable             | Prodigious                    | Damien Bonne                  | Clément Thomain               | 1'12"8                        |
| 2023  | Course absente du programme . | Course absente du programme . | Course absente du programme . | Course absente du programme . | Course absente du programme . |
| 2022  | Balsamine Font                | Filipp Roc                    | Alexandre Abrivard            | Laurent-Claude Abrivard       | 1'11"5                        |
| 2021  | Girly Béco                    | Tiégo d'Étang                 | Guillaume Martin              | Maxime Bézier                 | 1'11"8                        |
| 2020  | Feeling Cash                  | Ready Cash                    | Éric Raffin                   | Philippe Allaire              | 1'11"4                        |
| 2019  | Evangelina Blue               | Speedy Blue                   | Mathieu Mottier               | Jean-Philippe Mary            | 1'11"8                        |
| 2018  | Dubaï d'Essarts               | Kaisy Dream                   | François Lagadeuc             | Rodolphe Lagadeuc             | 1'11"3                        |
| 2017  | Cyprien des Bordes            | Ouragan de Celland            | Jean-Loïc-Claude Dersoir      | Joël Hallais                  | 1'12"6                        |
| 2016  | Baraka d'Henlou               | Diamant Gédé                  | Yoann Lebourgeois             | Philippe Allaire              | 1'12"4                        |
| 2015  | Ariane du Goutier             | Goetmals Wood                 | Mathieu Mottier               | Romain Larue                  | 1'12"                         |
| 2014  | Valse de Rêve                 | Mister President              | Camille Levesque              | Nicolas Roussel               | 1'12"                         |
| 2013  | Unikaranes                    | Montecatini                   | Alexandre Abrivard            | Laurent-Claude Abrivard       | 1'12"1                        |
| 2012  | Tigresse du Vivier            | Niky                          | Thomas Levesque               | Mike Leenders                 | 1'12"2                        |
| 2011  | Samigaz de Forgan             | Gazouillis                    | Fabien Gence                  | Pascal Monthule               | 1'13"4                        |
| 2010  | Romance de Ruel               | Jam Pridem                    | Éric Raffin                   | Franck Anne                   | 1'13"2                        |
| 2009  | Quokine Berry                 | Chef du Châtelet              | Ludovic Mollard               | Jean-Michel Bazire            | 1'12"2                        |
| 2008  | Paola de Lou                  | Podosis                       | Matthieu Abrivard             | Laurent-Claude Abrivard       | 1'12"5                        |
| 2007  | Olimède                       | Ganymède                      | Matthieu Abrivard             | Lufti Kolgini                 | 1'12"7                        |
| 2006  | Nouba Turgot                  | Canada                        | Éric Raffin                   | Franck Anne                   | 1'14"2                        |
| 2005  | Miss Castelle                 | Goetmals Wood                 | Philippe Masschaele           | Thierry Duvaldestin           | 1'12"2                        |
| 2004  | L'As des Neiges               | Allegro                       | Jean-Philippe Mary            | Pierre-Désiré Allaire         | 1'14"1                        |
| 2003  | Kepler                        | Capriccio                     | Jean-Philippe Mary            | Jan Kruithof                  | 1'15"8                        |
| 2002  | Jirella                       | Cèdre du Vivier               | Laurent-Claude Abrivard       | Jean-Michel Bazire            | 1'14"1                        |
| 2001  | Idas du Goutier               | Jet du Vivier                 | Laurent-Claude Abrivard       | Laurent-Claude Abrivard       | 1'16"                         |
| 2000  | Honneur de France             | Tipouf                        | Laurent-Claude Abrivard       | Laurent-Claude Abrivard       | 1'16"6                        |
| 1999  | Grande Marée                  | Quadrophenio                  | Michel Lenoir                 | Michel Lenoir                 | 1'16"6                        |
| 1998  | Fan Quick                     | And Arifant                   | Laurent-Claude Abrivard       | Laurent-Claude Abrivard       | 1'17"5                        |
| 1997  | Ernest d'Ombrée               | Virstly Gédé                  | Philippe Gillot               | Ulf Nordin                    | 1'18"3                        |
| 1996  | Dany Royale                   | Le Cochet                     | Jean-Marie Monclin            | Loïc-Désiré Abrivard          | 1'18"4                        |
| 1995  | Creator Boy                   | Firstly                       | Yves Dreux                    | Yves Dreux                    | 1'20"3                        |
| 1994  | Bella Kadesh                  | Quarisso                      | Pascal-André Geslin           | Jean-Baptiste Bossuet         | 1'18"4                        |
| 1993  | Allez Miss                    | Quel Jour                     | Jean-Philippe Mary            | Michel Dabouis                | 1'22"9                        |
| 1992  | Vaflosa Gédé                  | Lurabo                        | Yves Dreux                    | Annick Dreux                  | 1'24"9                        |
| 1991  | Uno Atout                     | Istraeki                      | Jean-Marie Monclin            | Paul Billon                   | 1'17"9                        |
| 1990  | Tahita de Yet                 | Jiosco                        | Yves Dreux                    | Patrick Hawas                 | 1'19"8                        |
| 1989  | Suva                          | Seddouk                       | Michel Lenoir                 | Bernard Desmontils            | 1'23"                         |
| 1988  | Rivage                        | Dianthus                      | Michel-Marcel Gougeon         | Jean-René Gougeon             | 1'20"9                        |
| 1987  | Qualifié                      | Hajacques de Chenu            | Alain Laurent                 | Marcel Nivelet                | 1'20"3                        |
| 1986  | Pactolos                      | Chambon P                     | Jean-Claude Hallais           | Alain Roussel                 | 1'21"1                        |
| 1985  | Ogino                         | Vasco                         | Gérard Raulline               | Bernard Rauline               | 1'23"5                        |
| 1984  | Nymphe d'Odyssée              | Seddouk                       | Alain Sionneau                | Philippe Peltier              | 1'20"4                        |
| 1983  | Maritza de Vrie               | Uti Rogas II                  | Jean-Claude Hallais           | Roger Baudron                 | 1'19"4                        |
| 1982  | Luga                          | Quioco                        | Yves Dreux                    | Henri Desmontils              | 1'19"2                        |
| 1981  | Kagino                        | Querido II                    | Michel Lenoir                 | Mme Georges Dreux             | 1'20"1                        |
| 1980  | Jaguar du Corta               | Valmont                       | Michel Lenoir                 |                               | 1'20"3                        |
| 1979  | Idylle Charmeuse              | Valmont                       | Pierre Giffard                | Jean-Pierre Viel              | 1'19"5                        |
| 1978  | Hurgo                         | Ursin L                       | Jean-Claude Hallais           | Albert Poisson                | 1'19"6                        |